# Ancien hôtel de ville de Villeurbanne
L'ancien hôtel de ville de Villeurbanne, devenu poste de Grandclément, est un hôtel de ville qui fut la mairie de Villeurbanne de 1904 à 1934, avant la construction du projet architectural des Gratte-ciel et du nouvel hôtel de ville.

## Description
Il est situé place Jules-Grandclément, anciennement place du Plâtre, dans le quartier Grandclément, centre-ville de Villeurbanne au début du XXe siècle. Construit par l'architecte lyonnais Michel Collet, il est inauguré le 7 février 1904, par le ministre du commerce Georges Trouillot,. Il est aujourd'hui occupé par La Poste.

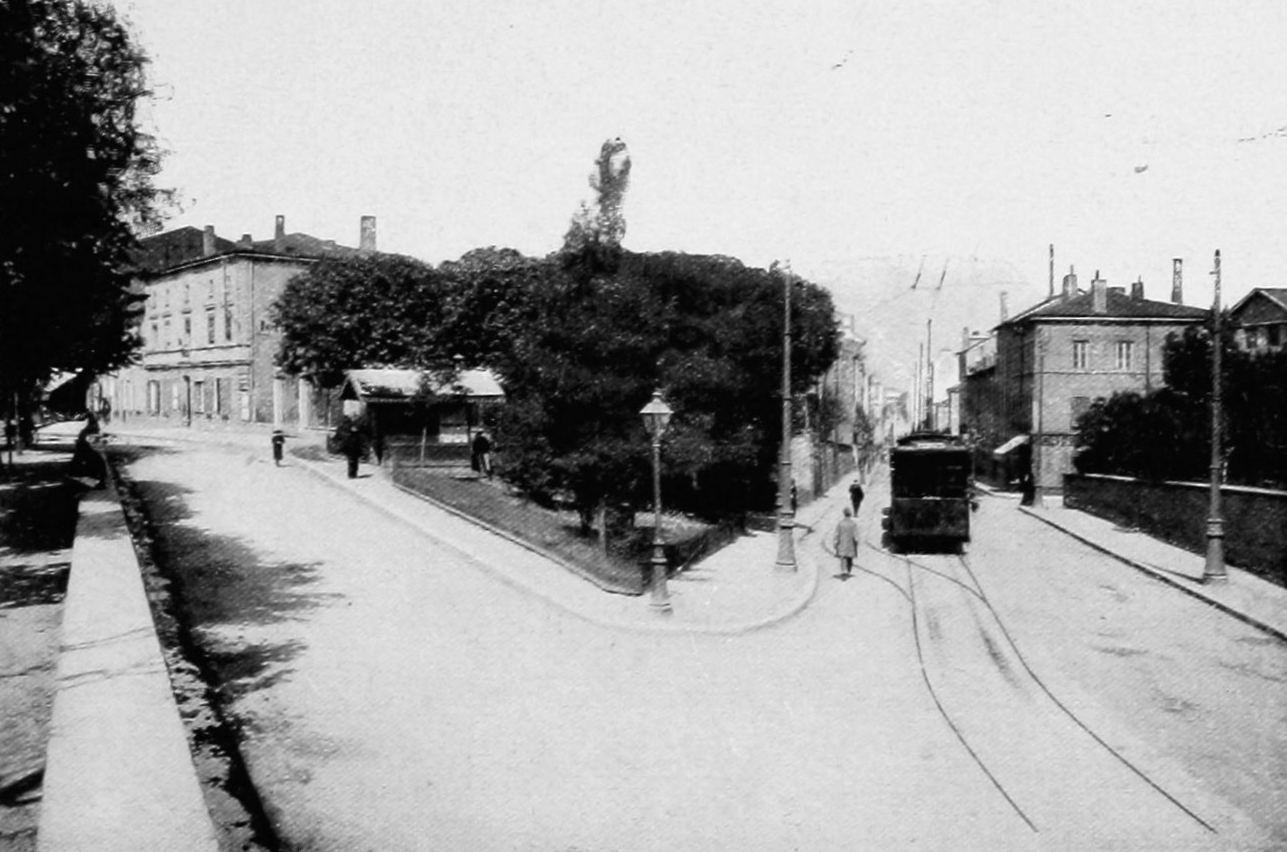
La mairie au début du XX